# 碘-131
碘-131（Iodine-131），也称放射碘（Radioiodine），是碘的一种放射性同位素。原子核内有78个中子，比碘的稳定核素碘-127的原子核的中子数多4个。碘-131是人工核裂变产物，正常情况下在自然界中不会存在，摄入人体后，会积聚在甲状腺处对人体造成危害。因此各國會針對核能電廠周邊住民發放或儲備碘片（碘化鉀），核災發生後遭受游離碘輻射暴露時，於4小時內服用可使不具放射性的碘-127在甲狀腺裡飽和，從而減少甲狀腺對放射性碘-131的吸收。

## 用途
碘-131治疗，也就是利用其特异性被甲状腺细胞吸收，利用碘-131的β衰变释放出的电子的杀伤半径仅为3毫米，可靶向杀死甲状腺肿瘤细胞和甲状腺细胞，可用于甲状腺癌的放疗与甲亢治疗。服用碘-131的病人应该尽可能避开辐射到其他人，尤其是幼儿和孕妇。
碘-131全身显像，是诊断甲状腺癌远处转移的高灵敏检查。一般在服用碘-131之后的第七天与三个月后做SPECT全身显像，如果发现弥漫性放射性摄取碘-131，提示甲状腺癌弥漫性转移或甲状腺癌根治术后残留。